# Šušenskoe
Šušenskoe (in russo Шушенское?, traslitterato come Shushenskoye secondo la traslitterazione anglosassone) è un insediamento della Russia siberiana meridionale sito nel distretto amministrativo del Šušenskij rajon (territorio di Krasnojarsk).

## Geografia fisica

### Territorio
La località è situata alla confluenza dei fiumi Enisej e Bol'šoj Šuš' (Grande Šuš').

### Clima
Nonostante si trovi in Siberia, il clima di Šušenskoe è molto caldo in estate: la popolazione locale vi coltiva meloni e cocomeri. Gli inverni sono molto rigidi con temperature che arrivano anche a 40 gradi sottozero.

## Storia e cultura
Vladimir Lenin venne esiliato qui dal 1897 al 1900. Nel 1970 fu aperto un museo dedicato all'esilio di Lenin in Siberia. Attualmente, il museo in questione è una delle maggiori attrazioni turistiche della zona.
A partire dal 2003-2004, Šušenskoe è sede del festival Sajanskoe kol'co (in russo Саянское кольцо?) dedicato alla musica etnica. Il festival è annuale ed ha una durata di 3-4 giorni.